# Enrico X di Baviera
Enrico X di Baviera detto anche il Superbo (più frequentemente), l'Orgoglioso o il Fiero (in tedesco: Heinrich der Stolze) (1108 – Quedlinburg, 20 ottobre 1139) fu duca di Baviera dal 1126 al 1138 e duca di Sassonia dal 1137 al 1139 e margravio di Toscana dal 1135 al 1139.

## Biografia
Enrico era figlio di Enrico il Nero e di Wulfhilde, appartenente alla dinastia Billung. I suoi genitori morirono entrambi nel 1126, suo fratello Corrado prese i voti e morì prima dei genitori, e lui divenne duca di Baviera. Divise le eredità territoriali in Svevia, Sassonia e Baviera con il fratello Guelfo I.
Nel 1127 sposò Gertrude, figlia di Lotario di Supplinburgo. Questo matrimonio avvenne grazie agli accordi che Enrico IX aveva fatto con Lotario, appoggiandolo nella sua pretesa al trono. Gertrude era l'erede di tre famiglie sassoni: i Supplinburgo, i Brunones e i Nordheim. Dopo il matrimonio, Enrico prese parte alle lotte che coinvolgevano i due fratelli Hohenstaufen: Federico (cognato di Enrico, in quanto aveva sposato sua sorella Giuditta) e Corrado. Oltre a queste lotte, Enrico dovette fronteggiare anche una rivolta all'interno dei territori bavaresi. Infatti il conte di Bogen andò in contrasto con Enrico per le nomine dei dignitari all'interno della diocesi di Ratisbona.
Nel 1136 Enrico accompagnò il suocero in una campagna militare in Italia. Qui si distinse durante vari combattimenti, ebbe come ricompensa il Margraviato di Toscana nel 1137, e Lotario lo nominò suo successore nel Ducato di Sassonia.
Alla morte di Lotario nel 1138, Enrico aveva il potere e la posizione per poter diventare il nuovo imperatore, ma tutte le caratteristiche che avevano fatto sì che ricevesse il soprannome di l'orgoglioso, fecero sì che i principi fossero gelosi di lui, e così non venne eletto.
Il nuovo imperatore, Corrado III, nel luglio 1138 lo privò dei suoi territori, adducendo come giustificazione che non era possibile che due ducati fossero in mano ad una sola persona. Enrico riuscì a cacciare i suoi nemici dalla Sassonia, ma nel 1139 morì, forse avvelenato.
Il suo erede, Enrico il Leone, era minorenne e Corrado III trasferì il Ducato di Baviera a Leopoldo IV di Babenberg (suo fratellastro), mentre cedette il Ducato di Sassonia ad Alberto I di Brandeburgo.

## Matrimonio ed erede
Dal matrimonio con Gertrude nacque un solo figlio:
- Enrico (1129-1195), che successe al padre come duca di Baviera nel 1156.[1]

## Ascendenza
|                       |                     |                         | Genitori                 |  |  | Nonni |  |  | Bisnonni               |  |  | Trisnonni      |  |
|                       |                     |                         |                          |  |  |       |  |  | Alberto Azzo II d'Este |  |  | Alberto Azzo I |  |
|                       |                     |                         |                          |  |  |       |  |  | Alberto Azzo II d'Este |  |  | Alberto Azzo I |  |
|                       |                     | Adelaide                |                          |  |  |       |  |  | Alberto Azzo II d'Este |  |  |                |  |
| Guelfo I di Baviera   |                     |                         |                          |  |  |       |  |  | Alberto Azzo II d'Este |  |  |                |  |
|                       |                     | Cunegonda di Altdorf    | Guelfo III di Altdorf    |  |  |       |  |  |                        |  |  |                |  |
|                       |                     | Cunegonda di Altdorf    | Guelfo III di Altdorf    |  |  |       |  |  |                        |  |  |                |  |
|                       |                     | Cunegonda di Altdorf    | Imiza di Lussemburgo     |  |  |       |  |  |                        |  |  |                |  |
| Enrico IX di Baviera  |                     | Cunegonda di Altdorf    |                          |  |  |       |  |  |                        |  |  |                |  |
|                       |                     | Baldovino IV di Fiandra | Arnolfo II di Fiandra    |  |  |       |  |  |                        |  |  |                |  |
|                       |                     | Baldovino IV di Fiandra | Arnolfo II di Fiandra    |  |  |       |  |  |                        |  |  |                |  |
|                       |                     | Baldovino IV di Fiandra | Rozala d'Ivrea           |  |  |       |  |  |                        |  |  |                |  |
| Giuditta di Fiandra   |                     | Baldovino IV di Fiandra |                          |  |  |       |  |  |                        |  |  |                |  |
|                       |                     | Eleonora di Normandia   | Riccardo II di Normandia |  |  |       |  |  |                        |  |  |                |  |
|                       |                     | Eleonora di Normandia   | Riccardo II di Normandia |  |  |       |  |  |                        |  |  |                |  |
|                       |                     | Eleonora di Normandia   | Giuditta di Bretagna     |  |  |       |  |  |                        |  |  |                |  |
| Enrico X di Baviera   |                     | Eleonora di Normandia   |                          |  |  |       |  |  |                        |  |  |                |  |
|                       | Ordulfo di Sassonia | Bernardo II di Sassonia |                          |  |  |       |  |  |                        |  |  |                |  |
|                       | Ordulfo di Sassonia | Bernardo II di Sassonia |                          |  |  |       |  |  |                        |  |  |                |  |
|                       | Ordulfo di Sassonia | Eilika di Schweinfurt   |                          |  |  |       |  |  |                        |  |  |                |  |
| Magnus di Sassonia    | Ordulfo di Sassonia |                         |                          |  |  |       |  |  |                        |  |  |                |  |
|                       |                     | Wulfhild di Norvegia    | Olaf II di Norvegia      |  |  |       |  |  |                        |  |  |                |  |
|                       |                     | Wulfhild di Norvegia    | Olaf II di Norvegia      |  |  |       |  |  |                        |  |  |                |  |
|                       |                     | Wulfhild di Norvegia    | Astrid Olfosdotter       |  |  |       |  |  |                        |  |  |                |  |
| Wulfhilde di Sassonia |                     | Wulfhild di Norvegia    |                          |  |  |       |  |  |                        |  |  |                |  |
|                       |                     | Béla I d'Ungheria       | Vazul                    |  |  |       |  |  |                        |  |  |                |  |
|                       |                     | Béla I d'Ungheria       | Vazul                    |  |  |       |  |  |                        |  |  |                |  |
|                       |                     | Béla I d'Ungheria       | …                        |  |  |       |  |  |                        |  |  |                |  |
| Sofia d'Ungheria      |                     | Béla I d'Ungheria       |                          |  |  |       |  |  |                        |  |  |                |  |
|                       |                     | Richeza di Polonia      | Miecislao II di Polonia  |  |  |       |  |  |                        |  |  |                |  |
|                       |                     | Richeza di Polonia      | Miecislao II di Polonia  |  |  |       |  |  |                        |  |  |                |  |
|                       |                     | Richeza di Polonia      | Richeza di Lotaringia    |  |  |       |  |  |                        |  |  |                |  |
|                       |                     | Richeza di Polonia      |                          |  |  |       |  |  |                        |  |  |                |  |